# Marco Polobrugincident

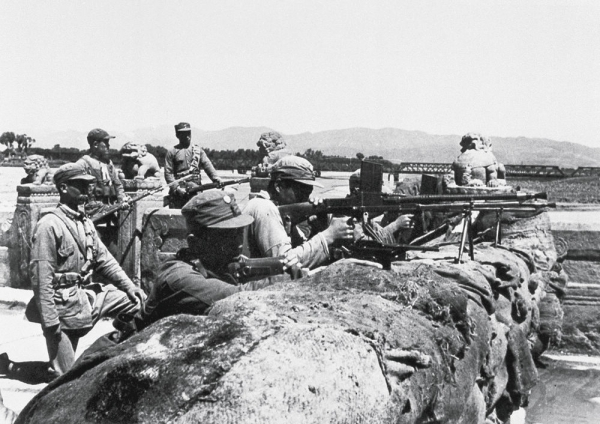
Chinese soldaten achter zandzakken op de Marco Polobrug

Het Marco Polobrugincident (7 – 9 juli 1937), ook wel China-incident genoemd, was de aanleiding voor de Tweede Chinees-Japanse Oorlog.

## Geschiedenis
Op 7 juli 1937 werden bij de Marco Polobrug over de rivier de Joengting, nabij de stad Wanping, Japanse troepen onder bevel van luitenant-generaal Tomoyuki Yamashita beschoten door een Chinees detachement. Er vielen geen slachtoffers, maar de Japanners misten een soldaat en dachten dat de Chinezen deze gevangen hadden genomen. Japan verzocht de Chinese autoriteiten om de daders op te sporen en toegang te krijgen tot Wanping. China weigerde dit, hetgeen Japan zeer hoog opnam.
Hierop besloot Japan door middel van een militaire actie de stad binnen te dringen, maar al snel werden de troepen van het Japanse Keizerlijke Leger teruggedreven door een Chinees garnizoen. Als reactie hierop dreigde Japan vijf divisies naar China te sturen, tenzij de Chinezen hun excuses aanboden. China weigerde excuses aan te bieden, waarop Japan de divisies naar China zond.
Dit was het begin van de Tweede Chinees-Japanse Oorlog die tot 15 augustus 1945 zou duren.